# Orches
Orches es una comuna francesa situada en el departamento de Vienne, en la región de Nueva Aquitania.

## Demografía
| 516 | 437 | 354 | 371 | 378 | 366 | 356 |
| Para los censos de 1962 a 1999 la población legal corresponde a la población sin duplicidades (Fuente: INSEE [Consultar]) |     |     |     |     |     |     |